# STVニュース
STVニュース（エスティーブイニュース）は、札幌テレビ放送で放送されているニュース番組である。

## 概要
北海道の最新ニュースを各時間帯に放送する。

## STVラジオ
STVラジオで、朝から夕方にかけ、毎時55分頃に放送される。ほとんどがワイド番組に内包されるが、平日は一部放送局で放送されない時間帯がある。2023年10月から日曜朝の放送がなくなり、2024年4月より日曜の昼枠の放送も廃止された。
読売新聞が協力するが、北海道外のニュースは共同通信社から配信されたものが多い。かつては北海タイムス協力の元、「タイムスニュース」として放送された。
また、札幌テレビ放送（STVラジオ親会社）でもかつて5分間ローカルニュースで同じ題名の番組が放送された。

### コーナーとして内包される番組
平日
- 工藤じゅんきの十人十色（一部地域を除く）
- まるごと!エンタメ〜ション（一部地域を除く）
  - 単独番組として放送される時間帯もあり。

土曜
- ごきげんようじ
- 明石のいんでしょ大作戦!

### 過去
日曜
- イイ加減にしろっぷサンデー（番組終了とともにニュース枠も廃止された）
  - 単独番組として放送される時間帯もあり。

担当するアナウンサーは不定期であるが、他のラジオ番組を担当するアナウンサーが担当することが多い。
内包されるワイド番組のスタジオとは別の「ニューススタジオ」からシフト勤務でニュースを伝える。

### 放送されない地域と時間帯
- 平日 10:55 - 11:00：帯広・釧路放送局
- 平日 12:55 - 13:00：帯広・釧路・函館放送局

これらはコミュニティ放送が主管製作した地域情報番組（釧路放送局だけは2011年7月以後、同支局自主製作のローカル番組）を送るためだが、周辺の放送支局・中継局を受信する場合、あるいはradikoによるインターネットラジオサービス（札幌放送本局の番組を配信）利用の場合はこの限りではない。

### 道路交通情報・天気予報
平日は毎時30分頃に放送される。土曜は8時 - 16時台まで随時、日曜は10時台、13時 - 16時台に放送される。放送枠は年々縮小しており、以前は土曜朝（オハヨー土曜日）、夜（ヒートアップミュージックなど）、日曜7時台、12時台にも放送された。2011年頃までは土曜・日曜17時台にも、STVラジオ天気交通情報として放送があった。

## 夕方
『どさんこワイド』の18時台で、道内のニュースを伝える。
放送時間：18:15 - 19:00（途中、『news every.』「きょうコレ」をネット。）

### 出演者
- 宮永真幸（STVアナウンサー）

### 放送内容
最新のニュースと気象情報（かつては、ヤン坊マー坊天気予報として放送していた）を伝える。
不定期で手話放送を実施している。
2020年2月10日からは、日本テレビ制作の『news every.』「きょうコレ」を18:46頃 - 18:54頃に同時ネット。（リアルタイム字幕放送を実施）

## ストレイトニュース
ローカルニュースの時間に道内ニュースを放送。

## news zero
東京からの全国の天気予報に続いて、ローカルニュースの時間に道内ニュースを伝える。2025年度よりニュースは廃止され天気コーナーとなった。

## news every.サタデー
『news every.サタデー』のローカルニュースの時間に道内ニュースと天気予報を放送。
17:27.30からは東京発の「杉江さんの教えて!天気」を途中飛び乗りの形でネットする。

## 真相報道 バンキシャ!
ローカルニュースの時間に道内ニュースと天気予報を放送。

## Going!Sports&News
ローカルニュースの時間に道内ニュースを放送。

## 外部へのニュース配信
2018年12月19日から、札幌テレビ放送はYahoo!ニュース（Yahoo! JAPAN）へのニュース配信を開始した。配信名はSTVニュース北海道とし、原則として動画とともに配信される。Yahoo!ニュースへの配信開始後は、同じ配信名でスマートニュースやグノシーなどへの配信も開始されることになっている。

## タイトル
- 1970年代後半から1985年までは、ブルーバックに「STV」のロゴがいくつも並び、波をうねるように移動するパターン（同時期の『NNN昼のニュース』や『日曜夕刊』OPに類似）が用いられた。またテーマ音楽はオーケストラによる壮大なものだった。
- 1986年からの2年間は、最初に風車を横向きにしたようなCGが段々とズームアップされて“STVニュース”の文字が出現するエフェクトで、テーマ曲もシンセサイザー系に変更された。